# San Cesario di Lecce
San Cesario di Lecce község (comune) Olaszország Puglia régiójában, Lecce megyében.

## Fekvése
A Salentói-félsziget déli részén fekszik, Leccétől délnyugatra.

## Története
A település területét már a bronzkorban lakták, erre utalnak a határában álló menhirek. Az első állandó települést a messzápok alapították i.e. 87-ben, amikor ide telepítettek egy katonai hadosztályt. Az ókori Castrum Caesaris a középkorban a Leccei Grófság része volt. Az 1400-as években arberes menekültek telepedtek le területén. 1806-ban vált önállóvá, amikor a Nápolyi Királyságban felszámolták a feudalizmust.

## Népessége
A népesség számának alakulása:

## Főbb látnivalói
- Palazzo Ducale - 17. századi barokk nemesi palota.
- Santa Maria delle Grazie-templom
- San Giovanni Evangelista-templom
- Spirito Santo-templom
- Sant’Elia-templom
- Villa Penzini - reneszánsz palota a település határában.